# Amours coupables
Amours coupables (Caer en tentación) est une telenovela mexicaine produite par Televisa et diffusée entre le 18 septembre 2017 et le 11 février 2018 sur Las Estrellas,.
En France d'outre-mer, elle est diffusée depuis le 1er février 2019 et le 30 avril 2019 sur le réseau La 1ère.

## Synopsis
Raquel (Silvia Navarro) et Damián (Gabriel Soto) sont mariés et ont deux enfants. Le destin mène Damián à la rencontre de Carolina (Adriana Louvier) et il ressent une attraction indéniable envers elle. Damián ne savait pas que Carolina était déjà mariée à Santiago Álvarado (Carlos Ferro), un architecte de construction avec qui elle a deux enfants. Quand Raquel dépose son fils Fede à l'école, elle recule accidentellement sa voiture dans le camion de Santiago et ils se rendent compte que leurs fils se connaissent. Raquel se porte volontaire pour payer les dommages mais Santiago refuse. Raquel insiste et va à la maison d'Álvarado avec Damián. Les deux couples deviennent de grands amis. Mais le désir entre Damián et Carolina est plus fort que leur engagement matrimonial et tous deux décident de tromper leur conjoint. Damián et Carolina ont un terrible accident de voiture. Les sauveteurs ne trouvent qu'un Damián gravement blessé, et Carolina a mystérieusement disparu de la scène. Au cours de l'enquête menée par la police, Raquel et Santiago apprennent que leurs conjoints sont amants.

## Distribution
- Silvia Navarro : Dona Raquel Cohen
- Carlos Ferro : Santiago Álvarado
- Adriana Louvier : Carolina Rivas
- Gabriel Soto : Don Damian Becker
- Arath de la Torre : Andrés Becker
- Julieta Egurrola : Miriam de Becker
- Beatriz Moreno : Jovita
- Ela Velden : Mía Becker Cohen
- Julia Urbini : Dolores "Lola" Álvarado Rivas
- Luz Ramos : Laura
- Carlos Valencia : Vicente Rivas
- Enoc Leaño : Rodolfo Rueda
- Irineo Alvarez : Antonio
- Adalberto Parra : Nacho
- Luis Fernando Peña : Agustín
- Ana Ciocchetti : Azucena
- Jorge Luis Vázquez : Godoy
- Moisés Arizmendi : Cristian
- Liz Gallardo : Gabriela
- Germán Bracco : Federico "Fede" Becker Cohen
- José Manuel Rincón : Nicolas "Nico" Álvarado Rivas
- Francisco Pizaña : Juan Durán
- Pierre Louis : Bebo
- Andrea Guerrero : Cynthia
- Nicole Vale : Julieta

- Erika de la Rosa : Alina del Villar
- Monserrat Marañón : Lisa
- Jorge de los Reyes : Rafael

## Diffusion
- Las Estrellas (2017)

## Autres versions
- Amar después de amar (Telefe, 2017)
- Tango (LBC - OSN, 2018)
- Amar Depois de Amar (TVI, 2019)
- El nudo (Antena 3, 2019-2020)

### Sources
- (es) Cet article est partiellement ou en totalité issu de l’article de Wikipédia en espagnol intitulé « Caer en tentación » (voir la liste des auteurs).